# Conselho de Libertação Nacional Hynniewtrep
O Conselho de Libertação Nacional Hynniewtrep (em inglês:  Hynniewtrep National Liberation Council, abreviado HNLC) é uma organização militante que opera em Megalaia, Índia. Afirma representar o povo tribal Khasi-Jaintia e seu objetivo é libertar Meghalaya da alegada dominação dos garos e dos forasteiros (os "Dkhars") do continente indiano. Foi proscrita na Índia em 16 de novembro de 2000, mas a proibição foi posteriormente levantada, antes de bani-la novamente em 2019.

## Área de atuação
O Conselho de Libertação Nacional Hynniewtrep opera principalmente na região de Khasi Hills e realizou uma série de atividades em Shillong, capital de Meghalaya. A liderança da organização está sediada em Dhaka, capital do vizinho, Bangladesh. Alguns de seus acampamentos também estão localizados em Bangladesh, principalmente em Chittagong Hill Tracts. 